# Сан Ђенезио ед Унити
Сан Ђенезио ед Унити (итал. San Genesio ed Uniti) је насеље у Италији у округу Павија, региону Ломбардија.
Према процени из 2011. у насељу је живело 3003 становника. Насеље се налази на надморској висини од 85 м.

## Становништво
Према резултатима пописа становништва 2011. у општини је живело 3.788 становника.
| 1931. | 1936. | 1951. | 1961. | 1971. | 1981. | 1991. | 2001. | 2011. |
| ----- | ----- | ----- | ----- | ----- | ----- | ----- | ----- | ----- |
| 1.759 | 1.746 | 1.914 | 1.962 | 1.880 | 2.295 | 2.873 | 3.396 | 3.788 |